# Saint-Front-d’Alemps
Saint-Front-d’Alemps település Franciaországban, Dordogne megyében. Lakosainak száma 252 fő (2022. január 1.). Saint-Front-d’Alemps Saint-Pierre-de-Côle, Sorges-et-Ligueux-en-Périgord, Lempzours, Négrondes, Agonac, La Chapelle-Faucher, Brantôme en Périgord és Brantôme-en-Périgord községekkel határos.

## Népesség
A település népessége az elmúlt években az alábbi módon változott:
| Lakosok száma | 306  | 267  | 285  | 277  | 262  | 267  | 262  | 258  | 256  | 252  |
|               | 1968 | 1982 | 1990 | 2006 | 2013 | 2015 | 2017 | 2019 | 2020 | 2022 |